# Qaranohur Gölü
Qaranohur Gölü är en sjö i Azerbajdzjan.   Den ligger i distriktet İsmayıllı Rayonu, i den centrala delen av landet, 150 km väster om huvudstaden Baku. Qaranohur Gölü ligger 1 537 meter över havet.
Omgivningarna runt Qaranohur Gölü är en mosaik av jordbruksmark och naturlig växtlighet. Runt Qaranohur Gölü är det ganska glesbefolkat, med 34 invånare per kvadratkilometer.